# Kadın
Kadın (en español: Mujer) es una serie de televisión turca de 2017, coproducida por Med Yapım y MF Yapım para Fox Turquía. Es una adaptación de Woman, drama japonés escrito por Yuji Sakamoto.

## Trama
Cuenta la historia de Bahar, una mujer que fue abandonada por su madre cuando tenía la edad de 8 años. Muchos años después, en un momento de mucha soledad, conoce a Sarp, de quien se enamora perdidamente. Después de algunos años de felicidad juntos, Bahar queda viuda y solo le quedan dos cosas que la hacen aferrarse a la vida: sus hijos Nisan y Doruk.
Debido a los problemas económicos que atraviesa, Bahar y sus hijos se mudan al barrio de Tarlabaşı, donde con el tiempo se va enamorando de un hombre que le ayuda a todo, Arif, el hijo de su casero.

## Reparto

### Actores recurrentes
- Özge Özpirinçci como Bahar Çesmeli
- Seray Kaya como Şirin Sarıkadı
- Kubra Suzgun como Nisan Çesmeli
- Ali Semi Sefil como Doruk Çesmeli
- Feyyaz Duman como Arif Kara
- Serif Erol como Enver Sarıkadı
- Gökçe Eyüboglu como Ceyda Karataş
- Bennu Yıldırımlar como Hatice Sarıkadı
- Caner Cindoruk como Sarp Çesmeli
- Yasar Üzer como Yusuf Kara
- Ece Ozdikici como Jale Demir (T1-2)
- Ahu Yagtu como Piril Nalbantoçoglu
- Ayça Erturan como Yeliz Ünsal
- Gazanfer Ündüz como Suat Nalbantoçoglu
- Caner Çandarli como Münir
- Devrim Özder Akin como Musa Demir

### Actores secundarios
- Pınar Çağlar Gençtürk como Jale Demir (T3)
- Demir Beyitoğlu como Bora Demir, hijo de 4 años de Musa y Jale, amigo y compañero de curso de Doruk.
- Eren Ikisler y Emre Ikisler como Ali y Ömer Karahan/Çeşmeli, hijos gemelos de Sarp y Pırıl.
- Begüm Melek Solmaz como Leila, niñera de Ali y Ömer.
- Melih Çardak como Hikmet, proxeneta y amante de Ceyda.
- Sahra Şaş como Berşan, antigua novia de Arif y amiga de Ceyda.
- Sinem Uçar como Ferdane, compañera de trabajo de Bahar.
- Oktay Gürsoy como Sinan, médico, compañero de trabajo de Jale y su antiguo amor.
- Sevinç Meşe como Füsun, actual pareja de Sinan.
- Canan Karanlık como Ümran, esposa de Hikmet.
- Rana Cabbar como Seyfullah, padre de Ümran y suegro de Hikmet.
- Selim Aygün como Peyami, matón de Hikmet.
- Şebnem Köstem como Jülide Çeşmeli, madre de Sarp.
- Ayça Melek Gülerçe como Aşli, hija mayor de Yeliz.
- Kaan Şener como Tunç, hijo menor de Yeliz.
- Semi Sırtıkkızıl como Levent, amigo de Şirin.
- Eray Cezayirlioglu como Mert Korkmaz, antiguo prometido de Pırıl (ya fallecido).
- Baran Salman como Mert Korkmaz (niño).
- Hakan Karahan como Nezir Korkmaz, padre de Mert y exsuegro de Pırıl.
- Kuzey Yücehan como Azim, matón a sueldo de Nezir y hermano de Münir.
- Ahmet Rıfat Şungar como Emre Yazıcı, amigo de la infancia de Ceyda y padre de Arda y Satılmıs.
- Büsra Il como Idil, prima de Emre.
- Kerem Yozgatli como Arda Karataş/ Yazıcı, hijo de Ceyda y Emre.
- Tuğçe Altuğ como Kismet Avcı/ Kara, hija de Yusuf y medio hermana de Arif, trabaja como abogada.
- Hakan Kurtaş como Cem, ex exposo de Kismet y traficante de mercancías
- Metehan Parilti como Satılmıs Yazıcı, hijo biológico de Ceyda y Emre.
- Hümeyra como Fazilet Aşçıoğlu.
- Sinan Helvaci como Raif Aşçıoğlu, hijo de Fazilet.
- Su Burcu Yazgı Coşkun como Bahar (niña).
- Dila Nil Yıldırım como Nisan (pequeña).

## Temporadas
| Temporada | Temporada | Episodios | Rango de episodios | Emisión original      | Emisión original     |
| Temporada | Temporada | Episodios | Rango de episodios | Inicio                | Final                |
| --------- | --------- | --------- | ------------------ | --------------------- | -------------------- |
|           | 1         | 32        | 1 - 32             | 24 de octubre de 2017 | 5 de junio de 2018   |
|           | 2         | 32        | 33 - 64            | 2 de octubre de 2018  | 28 de mayo de 2019   |
|           | 3         | 17        | 65 - 81            | 1 de octubre de 2019  | 4 de febrero de 2020 |

## Premios y nominaciones
| Año  | Premios               | Categoría             | Nominado(a)                   | Resultado | Ref.  |
| ---- | --------------------- | --------------------- | ----------------------------- | --------- | ----- |
| 2018 | Tokyo Drama Awards    | Premio especial       | Kadın                         | Ganadora  | [ 3 ] |
| 2018 | Premios Altın Kelebek | Mejor actriz          | Özge Özpirinçci               | Ganadora  | [ 4 ] |
| 2018 | Premios Altın Kelebek | Mejor actor infantil  | Kübra Süzgün y Ali Semi Sefil | Ganadores | [ 4 ] |
| 2018 | Premios Altın Kelebek | Mejor serie           | Kadın                         | Nominada  | [ 5 ] |
| 2018 | Premios Altın Kelebek | Mejor música de serie | Cem Tuncer                    | Nominado  | [ 5 ] |
| 2018 | Premios Altın Kelebek | Mejor guionista       | Hande Altaylı                 | Nominada  | [ 5 ] |
| 2018 | Premios Altın Kelebek | Mejor director        | Nadim Güç                     | Nominado  | [ 5 ] |